# Hueco Tanks
Hueco Tanks é uma área de montanhas baixas no estado do Texas, EUA. Elas estão localizadas em uma região desértica de grande altitude entre as montanhas Franklin ao oeste e as montanhas Hueco a leste. Hueco é uma palavra espanhola que significa depressão e é uma referência às várias depressões, formadas pela água, que podem ser vistas nas rochas da região. A palavra inglesa tank significa tanque ou cisterna de água. Portanto, a frase "Hueco Tanks" é redundante.